# Ротко, Фёдор Никитович
Фёдор Ники́тович Ротко (1923—1951) — гвардии младший лейтенант Рабоче-крестьянской Красной Армии, участник Великой Отечественной войны, Герой Советского Союза (1945).

## Биография
Фёдор Ротко родился в 1923 году в селе Тахта (ныне — Ипатовский район Ставропольского края). Окончил восемь классов школы. В 1941 году Ротко был призван на службу в Рабоче-крестьянскую Красную Армию. Окончил курсы младших лейтенантов. С 1942 года — на фронтах Великой Отечественной войны.
К апрелю 1945 года гвардии младший лейтенант Фёдор Ротко командовал взводом 252-го гвардейского стрелкового полка (83-й гвардейской стрелковой дивизии, 8-го гвардейского стрелкового корпуса, 11-й гвардейской армии, 3-го Белорусского фронта). Отличился во время боёв в Восточной Пруссии. В ночь с 25 на 26 апреля 1945 года взвод Ротко первым в полку переправился на косу Фрише-Нерунг (ныне — Балтийская коса) и принял активное участие в боях за захват и удержание плацдарма на её побережье. Во главе своего взвода он успешно захватил важную высоту, что позволило отрезать пути подхода немецким подкреплениям к Пиллау (ныне — Балтийск Калининградской области). В тех боях взвод Ротко нанёс большие потери вражеским войскам.
Указом Президиума Верховного Совета СССР от 29 июня 1945 года гвардии младший лейтенант Фёдор Ротко был удостоен высокого звания Героя Советского Союза с вручением ордена Ленина и медали «Золотая Звезда».
После окончания войны Ротко был демобилизован. Проживал и работал в родном селе. Скоропостижно скончался 2 октября 1951 года.
Был также награждён орденами Красного Знамени и Отечественной войны 2-й степени, рядом медалей.